# Трансвагинална ултрасонографија
Трансвагинална ултрасонографија минимално је инвазивна дијагностичка метода у гинекологији и акушерству која уз примену високофреквентних звучних таласа ствара слику или слике на екрану која приказују унутрашњост жениних гениталија. Прглед обавља за то обучени здравствени радник (сонограф, радиолог или сонолог).

## Опште информације
Ултразвучни преглед се сматра једним од најинтензивних и најсигурнијих метода проучавања унутрашњих органа женских гениталија. Ова релативно јефтина метода у дијагностици постала је посебно популарна у откривању патологије карличних органа, јер се може извршити на различите начине. Један од тих начина је трансвагинални ултрасонографија као једна од најинформативнијих метода за проучавање унутрашњих гениталија жена, јер током прегледа постоји најмањи размак између ултразвучног сензора и женских органа.
Трансвагинални ултразвук даје много детаљније слике органа у карлици, посебно материце (укључујући јајоводе и јајнике), у поређењу са ултразвучним прегедом карлице и доњег абдомена.

## Анатомија и физиологија
Способност да се женска карлица правилно процени ултразвуком захтева познавање анатомије. Ултрасонограф ће увек поставити сонду тако да маркер који се шири на свакој слици доследно указује на цефаладу на сагиталном снимку и десну страну на попречном снимку. Почевши споља, интроитус уступа место вагиналном каналу, који се завршава на грлићу материце. Цервикс има два дела: ектоцервикс, који излази у вагину, и суправагинални део, који се повезује са материцом.
Ендоцервикални канал повезује вагину и матерничку шупљину. Ободно до грлића материце, форникси су инвагинације дисталне вагиналне слузокоже. Трансвагинална ултразвучна сонда се може поставити антериорно, позади или са обе стране грлића материце постављањем унутар форникса. Задњи форникс ствара доњу ивицу Дагласове врећице, док се предњи форникс граничи са доњом везикоматеричном врећицом.
Спољни део грлића материце ствара ендоцервикални канал и завршава се на унутрашњем грлићу материце. Ово означава улаз у материцу. 
Јајоводи се налазе са обе стране материце и састоје се од три региона. Део јајовода најближи материци назива се истмус, затим ампуларни сегмент, а затим инфундибулум. На крајевима инфундибулума налазе се избочине налик прстима које се називају фимбрије које се крећу попут цилија и одговорне су за увлачење овулиране јајне ћелије у јајоводе. Спој између материце и јајовода назива се корну.
Јајник је суспендован на бочни зид карлице помоћу инфундибулопелвичног лигамента (суспензорног лигамента јајника), који садржи крвне судове јајника.
Утеро-јајнички лигамент се протеже од материце до јајника и носи крвне судове који доводе крв из утералне артерије.

## Индикације
Трансвагиналном ултрасонографијом се обавља квалитетнији преглед женске карлице, како би се у њој уочиле било какве абнормалности у материци (материци), грлићу материце (врату материце), ендометријуму (слузници материце), јајоводима, јајницима, мокрачној бешици или карличној шупљини.
Лекар може захтеватии трансвагинални ултразвук да дијагностикује стања која изазивају непријатне симптоме, као што су бол у карлици или абнормално крварење, или ако су му потребне додатне информације о абнормалностима откривеним током карличног прегледа који могу довести до дијагнозе. Трансвагинални ултразвук се такође може користити за праћење  трудноће.
Најчешће индикације за овај преглес су:
- симптоме карличног бола
- абнормално крварење,
- фиброиди (тумори мишића материце),
- полипи (подручја задебљања слузокоже материце),
- цисте или тумори јајника,
- неплодност,
- процена ране трудноће.

У свим овим индикацијама трансвагинални ултразвук даје много детаљнији приказ промене у поређењу са ултразвучним скенирањем карлице из доњег абдомена.
Лекар може захтевати  трансвагинални ултразвук и за:
- потврчивање трудноће,
- одрећивање дужине трудноће.
- прачење откуцаје срца бебе,
- идентификацију знакова упозорења о евентауалном побачају или раном порођају,
- идентификацију услове који ће утицати на план трудноће, као што је предњачећа постељица.

Трансвагинални ултразвук такође може помоћи лекару да планира операцију.

## Контраиндикације
Контраиндикације за трансвагинални ултразвук су следеће:
- руптура мембране код труднице, јер су под повећаним ризиком од хориоамнионитиса,
- незупчани химен,
- вагинална опструкција,
- недавна вагинална операција,
- недостатак пристанка пацијенице.

Контраиндикације код трудница су прерано пуцање мембрана и крварење из предњачеће постељице.

## Метода
Трансвагиналном ултрасонографијом  врши се посматрање карличне органе из унутрашњости вагине помоћу посебног глатког, танког, ручног уређаја који се зове трансдуктор. Ова метода за разликује од ултрасонографије абдомена, која користи прозирни гел на бази топле воде који се наноси на кожу абдомена и трансдуктор се нежно помера преко карличне области.
Сви ултразвучни претварачи емитују високофреквентне звучне таласе, а они се на различите начине рефлектују од различитих меких ткива, структура или делова тела. Ови звучни таласи се претварају у електричне импулсе који производе покретну слику на екрану.
Ултрасонографија има много предности:
- безболна је и не укључује зрачење, што значи да је веома сигуран.
- не користи локалну анаестезију, осим ако лекар изричито захтева.
- високофреквентни звучни таласи обезбеђују да слике показују веома добро детаље,
- омогућава визуелизацију и најситније делове тела.
- преглед се обавња уз стални контакт пацијентице са испитивачем.

## Поступак
Преглед се обавља на радиолошком одељењу болнице, у приватној радиолошкој ординацији или на одељењу специјалистичке клинике за акушерско-гинеколошко снимање.
За овај преглед није потребна никаква припрема, изузев одласка у тоалет да би се испразнила мокраћна бешике и уклонила менструалне тампоне пре спровођења теста.
Ако жена имате менструацију, преглед се ипак може обавити и често јето  предност при процени неких гинеколошких проблема.  
Трансвагинални ултразвук је минимално инвазиван преглед, тако да се пре теста од пацијента  може бити затражено да потпишете формулар за пристанак. У сваком тренутку, достојанство и приватност пацијента су заштићени током прегледа.
Преглед траје 15 до 30 минута.

## Нежељене реакције
Не постоје познати ризици од трансвагиналне ултрасонографије, јер она корсити звучне таласе за добијање слика и нема зрачења.
Код трудница, нема ризика за фетус (нерођену бебу). Код трудница код којих је водењак пукао, али порођај није започео, није препоручљива примена ултрасонографије због малог ризика од инфекције нерођене бебе.
Код трудница код којих је познато је да имају абнормално ниско положену постељицу (која се зове предњачећа постељица) и/или ако има  вагинално крварење, не препоручује се трансвагинални ултразвук, јер би то могло погоршати крварење.